# Hermann von Oppeln-Bronikowski
Hermann Leopold August von Oppeln-Bronikowski (Berlino, 2 gennaio 1899 – Gaißach, 19 settembre 1966) è stato un ufficiale e cavaliere tedesco, abile comandante di unità corazzate durante la seconda guerra mondiale, che prese parte a numerose e importanti battaglie sia sul Fronte orientale che sul Fronte occidentale.
Fece parte, fin dalla loro costituzione, delle nuove forze corazzate della Wehrmacht (Panzertruppen), distinguendosi per capacità di comando, competenza e coraggio nella conduzione delle manovre corazzate alla testa dei suoi panzer.
In particolare, prese parte, al comando dei carri armati della 4. Panzer-Division, all'Operazione Barbarossa sul Fronte orientale; alla Battaglia di Kursk (con il Panzer-regiment 11 della 6. Panzer-Division ); e alle ultime campagne in Germania Orientale, alla guida della 20. Panzer-Division, che condusse ad un ultimo contrattacco nell'aprile 1945.
Oppeln-Bronikowski ebbe, inoltre, un importante ruolo anche nelle fasi decisive della battaglia di Stalingrado, dove guidò coraggiosamente i suoi pochi panzer del Panzer-regiment 204 nel fallito tentativo di fermare la potente offensiva sovietica del novembre 1942 (Operazione Urano), e della battaglia di Normandia, dove sferrò l'unico e sfortunato contrattacco corazzato tedesco il "D-Day" (6 giugno 1944) con i suoi panzer del Panzer-regiment 22 (21. Panzer-Division), contro le spiagge dello sbarco.

## Biografia

### Gli inizi della carriera militare nella cavalleria
Hermann von Oppeln-Bronikowski, originario di una nobile famiglia berlinese, iniziò la carriera militare prima nella Scuola dei cadetti di Bensberg, vicino a Colonia (1912) e quindi, nel 1914, nella prestigiosa accademia militare di Groß-Lichterfelde, a Berlino, da cui uscì nel 1917, in piena prima guerra mondiale come sottotenente (Leutnant) di cavalleria nel Reggimento Ulani "Prinz August von Württemberg" No. 10, stazionato inizialmente a Züllichau nel Brandeburgo, ma presto trasferito di guarnigione nella Polonia occupata dalle truppe tedesche.
Il giovane ufficiale decise, peraltro, di passare nei reparti di fanteria per prendere parte attivamente alla guerra sul Fronte occidentale dove venne trasferito nel 1918, inquadrato nel Infanterie-Regiment "Prinz Carl" Nr. 118, con cui partecipò a numerosi scontri durante l'ultimo anno di guerra, ed ebbe modo di distinguersi ottenendo l'ambita Croce di Ferro di prima e seconda classe.
Dopo la fine della Grande guerra, Oppeln-Bronikowski rimase nell'esercito e ritornò nei reparti di cavalleria; ufficiale di notevole prestanza fisica, capace, preparato, abile cavaliere, Oppeln proseguì la sua brillante carriera ed ebbe anche occasione di primeggiare in gare sportive di equitazione, arrivando a vincere la medaglia d'oro nel dressage ai Giochi Olimpici di Berlino nel 1936. Nel 1937 era il comandante del II battaglione del Kav. Rgt. 10 (Reggimento di cavalleria Nr. 10) con il grado di maggiore (major).

### Nelle Panzertruppen

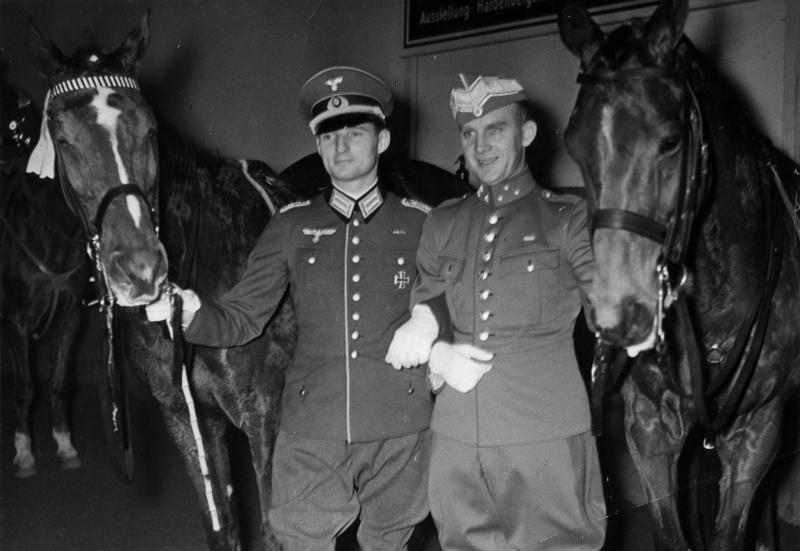
Il capitano Oppeln-Bronikowski, a sinistra nella foto, con il suo cavallo, nel 1936, in preparazione dei Giochi Olimpici di Berlino

Il giovane ufficiale von Oppeln-Bronikowski, passò ben presto nei reparti celeri e meccanizzati (Panzertruppen) in corso di organizzazione durante il rapido processo di potenziamento e ammodernamento della nuova Wehrmacht della Germania nazista; le nuove formazioni corazzate, motorizzate o esploranti venivano infatti create principalmente a partire da preesistenti reparti di cavalleria sfruttando il dinamismo, la preparazione e lo spirito offensivo di molti giovani ufficiali di cavalleria desiderosi di partecipare allo sviluppo di nuove tecniche e tattiche di guerra mobile. Nel 1939, allo scoppio della seconda guerra mondiale, Oppeln-Bornikowski era il comandante di un Aufklärungsabteilung (battaglione da ricognizione motorizzato) di una divisione di fanteria, con cui partecipò all'Invasione della Polonia.
La fase di più intensa attività operativa e di maggior successo sul campo di battaglia di Oppeln-Bronikowski, ebbe inizio nell'estate 1940, quando venne promosso tenente colonnello (Oberstleutnant) e assegnato al comando di un battaglione corazzato del Panzer-regiment 35 (4. Panzer-Division). La divisione corazzata prese parte, dal giugno 1941, alla gigantesca Operazione Barbarossa (invasione dell'Unione Sovietica) e avanzò con grande rapidità, inquadrata nel Panzergruppe 2 del generale Heinz Guderian, verso il cuore della Russia, ottenendo una serie di vittorie a Babrujsk, Rogačev, Mčensk (dove affrontò per la prima volta i pericolosi T-34 sovietici) e Orël. I panzer di Oppeln-Bronikowski parteciparono attivamente a questa estenuante serie di scontri e avanzate, giungendo fino alla periferia di Tula, dove vennero infine fermati dalla tenace resistenza nemica e dalle difficoltà logistiche e climatiche.
Oppeln-Bronikowski ottenne ulteriore prestigio da queste battaglie e dalla tenace resistenza invernale dei suoi reparti e venne quindi promosso colonnello (1º febbraio 1942) e comandante del Panzer-regiment 35 (14 gennaio 1942).

### Al centro dell'azione a Stalingrado e a Kursk
Durante la prima metà del 1942, il neo-promosso colonnello rimase alla testa dei suoi scarsi panzer del Panzer-regiment 35 schierati nel settore centrale dell'immenso Fronte orientale, partecipando a continui e logoranti scontri difensivi per bloccare i tenaci ma fallimentari attacchi sovietici; a partire dall'autunno 1942, tuttavia, iniziò per Oppeln-Bronikowski la fase più intensa e drammatica della sua carriera militare e della sua partecipazione alla guerra.
Assegnato al comando del nuovo e mediocremente equipaggiato Panzer-regiment 204, elemento corazzato della debole 22. Panzer-Division, l'ufficiale si trovò schierato nel novembre 1942, nel settore meridionale del fronte, mentre infuriava la sanguinosa battaglia di Stalingrado. La 22. Panzer-Division costituiva la riserva tattica corazzata a disposizione del forze rumene schierate sul Don per intervenire in caso di offensive invernali sovietiche, e i panzer di Oppeln vennero raggruppati nelle retrovie della 3ª Armata rumena.

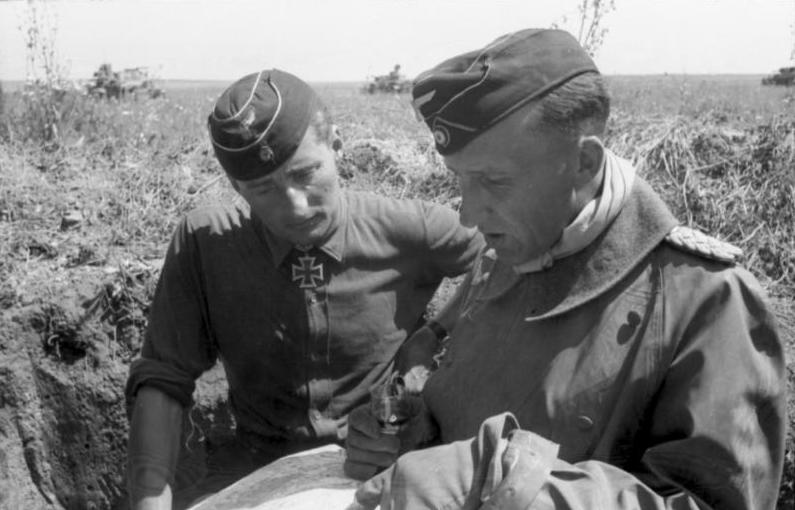
A sinistra nella foto il colonnello von Oppeln-Bronikowski insieme al generale Walther von Hünersdorff, comandante della 6. Panzer-Division nell'estate 1943.

La violenta Operazione Urano, sferrata dal 19 novembre 1942, travolse rapidamente le difese rumene sul Don, e quindi Oppeln venne immediatamente fatto intervenire con i panzer disponibili (scarsi di numero anche per imprevedibili difficoltà tecniche) per cercare di fermare e contrattaccare le masse di carri armati dell'Armata Rossa in avanzata nella nebbia autunnale. Nonostante l'energia e la capacità dispiegata da Oppeln e dai suoi uomini (raggruppati nel cosiddetto kampfgruppe Oppeln), l'impresa non ebbe successo: difficoltà di comunicazione, ordini contraddittori, incolmabile inferiorità numerica, provocarono il fallimento dei tentativi di contrattacco e costrinsero il colonnello a battere in ritirata per evitare la distruzione.
Malgrado l'insuccesso, Oppeln-Bronikowski mantenne la sua reputazione, e, al contrario, guadagnò nuovi onori per la sua riuscita ritirata e in seguito per il suo efficace impiego dei pochi panzer disponibili nelle continue battaglie del dicembre 1942-gennaio 1943, per frenare la poderosa avanzata sovietica.
In primavera i resti del Panzer-regiment 204 vennero assorbiti dalla 6. Panzer-Division, e il colonnello Oppeln-Bronikowski, in riconoscimento dei risultati ottenuti nei drammatici combattimenti invernali, venne assegnato al comando del Panzer-regiment 11, reparto corazzato della divisione. Il 1º gennaio 1943, Oppeln aveva anche ottenuto la prestigiosa Croce di Cavaliere della Croce di Ferro.
Nei mesi seguenti, tutte le forze corazzate tedesche vennero accuratamente riorganizzate e rinforzate, e quindi il colonnello prese parte alla successiva Battaglia di Kursk alla testa del suo Panzer-regiment 11, pienamente riequipaggiato per la decisiva offensiva estiva. Durante le violente battaglie di carri svoltesi nel saliente di Kursk tra il 5 e il 15 luglio, la 6. Panzer-Division e, soprattutto, i panzer di Oppeln-Bronikowski, schierati nel Distaccamento d'armata Kempff sul fianco destro del fronte d'attacco meridionale del feldmaresciallo Erich von Manstein, riuscirono a portare a termine alcune abili manovre e a respingere aspri contrattacchi sovietici. Tuttavia la vittoria finale non fu raggiunta ed, inoltre, il 17 luglio 1943 un tragico incidente di fuoco amico (un attacco aereo della Luftwaffe sul posto di comando della divisione corazzata) causò la morte o il ferimento di numerosi alti ufficiali: lo stesso Oppeln-Bronikowski venne gravemente ferito e dovette quindi abbandonare il comando ed essere riportato in patria per le cure mediche richieste. Il 7 agosto, come nuovo riconoscimento, le venne assegnata anche la Croce tedesca in Oro.

### In Normandia
(Frase rivolta dal generale Erich Marcks al colonnello Oppeln-Bronikowski, il 6 giugno 1944, prima di sferrare il contrattacco contro le spiagge dello sbarco alleato.)
Dopo la guarigione dalle ferite riportate, il colonnello Oppeln-Bronikowski rientrò rapidamente in servizio attivo assegnato al comando, nel novembre 1943, del nuovo Panzer-regiment 22 in corso di organizzazione sul Fronte occidentale per rafforzare la 21. Panzer-Division, schierata in difesa proprio del settore di Caen, in Normandia. Oppeln-Bronikowski si prodigò nei mesi seguenti per migliorare la coesione e la preparazione del nuovo reparto inizialmente dotato solo di vecchi carri armati di preda bellica, ma posizionato nel settore più cruciale della Fortezza Europa.

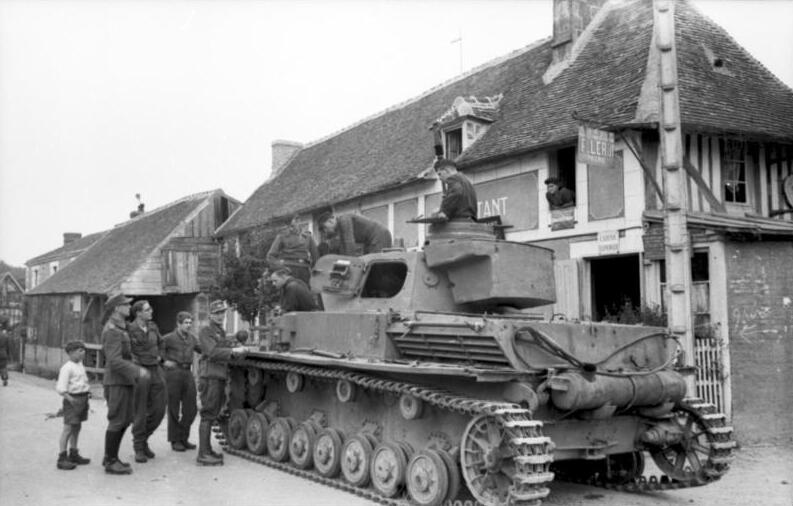
Panzer IV del Panzer-regiment 22 del colonnello Oppeln-Bronikowski, durante i primi giorni della battaglia di Normandia.

Infatti, il 6 giugno 1944 la 21. Panzer-Division e i carri armati del reggimento corazzato di Oppeln (ora equipaggiato con 112 Panzer IV, ma privo del battaglione di Panther) erano il solo reparto di riserva mobile ben posizionato per contrattaccare le forze alleate sbarcate sulla costa normanna, e furono quindi la sola formazione meccanizzata tedesca ad entrare in azione, anche per ritardi e incertezze di Hitler e dell'Alto comando tedesco.
Sollecitato dal generale Marcks, comandante dell'84º Corpo d'armata schierato in Normandia, a contrattaccare con la massima urgenza per accorrere in aiuto delle truppe tedesche ancora in combattimento sulla costa, Oppeln-Bronikowski, quindi sferrò nel pomeriggio il suo attacco (con 98 carri armati), e all'inizio ottenne qualche successo: le truppe britanniche della 3ª Divisione fanteria, sbarcate sulla spiaggia "Sword", furono messe in difficoltà e alcuni panzer giunsero in vista della spiaggia e presero contatto con capisaldi tedeschi ancora attivi. Ma la superiorità alleata di uomini e mezzi era notevole e ben presto il Panzer-regiment 22 venne contrattaccato dalla 27ª Armoured brigade inglese, dotata anche di carri Sherman Firefly; si sviluppò l'unico scontro di carri del "D-Day", i panzer subirono pesanti perdite e Oppeln, minacciato anche alle spalle da un nuovo lancio di paracadutisti, dovette ripiegare e passare sulla difensiva a nord di Caen, rinunciando all'impossibile compito di rigettare in mare gli alleati.
Nelle settimane seguenti la 21. Panzer-Division e i carri armati di Oppeln-Bronikowski combatterono incessantemente le aspre battaglie a nord-ovest e a sud-est di Caen, mostrando notevole preparazione ed efficienza, e inflissero pesanti perdite alle forze alleate, bloccando o rallentando le numerose, deludenti, offensive britanniche in quel settore dell'Invasionfront. Dopo il successo dell'Operazione Cobra e i crollo del fronte tedesco, anche la 21. Panzer-Division venne coinvolta nella disfatta e Oppeln-Bronikowski guidò i pochi panzer rimasti fuori dalla sacca di Falaise, e poi oltre la Senna e fino alla Mosella e alla Lorena.
Già in 28 luglio 1944, per il valore dimostrato in Normandia, al colonnello erano state assegnate le Foglie di quercia per la sua Croce di Cavaliere.

### La fine della guerra e gli ultimi anni
L'ultima missione di Oppeln-Bronikowski durante la seconda guerra mondiale, fu di nuovo sul Fronte orientale, dove il colonnello, promosso generalmajor il 1º gennaio 1945, assunse il comando della 20. Panzer-Division, schierata in Sassonia per difendere quel settore del fronte contro la prevista offensiva invernale sovietica. L'ufficiale si distinse ancora con i suoi panzer, combattendo aspramente contro le potenti forze del 1° Fronte Ucraino del maresciallo Konev; durante l'ultima battaglia di Berlino furono i reparti guidati da Oppeln-Bronikowski, che aveva ottenuto anche le Spade per la Croce di Cavaliere il 17 aprile 1945, a sferrare l'ultimo contrattacco tedesco contro i sovietici, ottenendo un piccolo successo a Bautzen il 21 aprile, prima di essere costretti a ripiegare verso ovest e arrendersi all'Armata Rossa a Görlitz l'8 maggio 1945.
Oppeln-Bronikowski si consegnò alle truppe britanniche e venne imprigionato fino al 1947, quando fece ritorno in patria e alla vita civile. Durante gli ultimi anni della sua vita, collaborò come consigliere alla ricostituzione delle forze armate della Germania Occidentale (Bundeswehr) ed ebbe anche occasione di ritornare nel mondo dell'equitazione, allenando la squadra canadese di questa disciplina per le Olimpiadi di Tokyo del 1964.
Ufficiale brillante e capace, Hermann von Oppeln-Bronikowski si trovò al centro dell'azione con i suoi panzer durante due giornate decisive della seconda guerra mondiale in Europa: il 19 novembre 1942 (Operazione Urano) e il 6 giugno 1944 (Operazione Overlord); anche se non poté cambiare il corso degli eventi, tuttavia si batté con coraggio personale e valore per eseguire i suoi difficili compiti, conservando la sua fama e la considerazione dei suoi uomini. Oppeln-Bronikowski è considerato tra i migliori ufficiali comandanti di unità minori corazzate della Wehrmacht e delle Waffen-SS, accanto a Hyazinth Graf Strachwitz, Adelbert Schulz, Wilhelm Langkeit, Franz Bäke, Joachim Peiper.

## Palmarès
- Giochi olimpici:
  - Berlino 1936: oro dressage a squadre